# シグール・ソリト
シグール・ソリト（Sigurd Sollid、1913年5月7日 - 1988年4月13日）はノルウェーの元スキージャンプ選手。1930年代に活躍し、1937年ノルディックスキー世界選手権で銅メダルを獲得した。